# 世界の船旅
『世界の船旅』（せかいのふなたび）は、BS朝日で2008年4月6日から放送されている、紀行番組である。

## 概要
世界各国のクルーズ客船ツアーに同行し、グルメ、エンターテイメントをはじめとしたクルーズライフを航路・寄港地の名所・歴史・文化、アクティビティ、エクスカーションなどと共に紹介する。
毎回1話完結で、クルーズ客船1隻につき、出航から帰航までの一連のクルーズ行程を航路上の寄港地をふまえて紹介していく構成が中心となっている。
放送開始当初は30分番組（日曜20時30分 - 21時）であったが、2009年4月より60分番組（月曜21時 - 21時54分）となった。番組で紹介するクルーズ客船は海外のものがほとんどであるが、飛鳥IIやにっぽん丸など日本の客船も放送されることもある。航路・寄港地は全編、海外の海域・地域で構成されている。
スポンサーはSECOM。TVにおけるクルーズ紀行番組の草分け的な存在となっている。
2015年以来、中村メイコがナレーターを務めていたが、2023年末に死没した。撮りためていた番組は、当面過去回のアンコールも含めてそのまま放送し、以後の新作のナレーターはこれから決めるとしている。

## 放送リスト
番組開始当初は毎月1本が新作で、残りが再放送であったが、2011年より1か月あたりの新作本数が2本となった。
第1回から第11回までが30分番組。第12回以降が54分番組となっている。
| 放送   | 客船名（クルーズ会社） | タイトル                                                                            | 航路／寄港地 |
| 第1回  | カーニバル・フリーダム （カーニバルクルーズライン）                                                                             | 「地中海の世界遺産をめぐる 陽気な地中海クルーズ」                                   | チビタベッキア → ナポリ → ベネチア → ドゥブロヴニク → メッシーナ → バルセロナ → カンヌ → リボルノ → チビタベッキア |
| 第2回  | ロイヤル・クリッパー | 「洋上の白鳥 世界最大ロマン溢れる帆船」                                             | バルバドス → グレナディーン諸島 → グレナダ → トバゴ・ケイ → セントビンセント → マルチニーク → セントルシア → バルバドス |
| 第3回  | リバティ・オブ・ザ・シーズ （ロイヤル・カリビアン・インターナショナル）                                                         | 「世界最大級の客船で行く魅惑のカリブ海クルーズ」                                    | マイアミ → ラバティ → モンテゴベイ → ジョージタウン → グランドケイマン → コスメル → マイアミ |
| 第4回  | ラプソディ・オブ・ザ・シーズ （ロイヤル・カリビアン・インターナショナル）                                                       | 「豪華客船一泊1万円以下?!“カジュアル”クルーズ」                                     | シンガポール → クアラルンプール → シンガポール → クアラルンプール → ペナン → プーケット → シンガポール |
| 第5回  | MSCオーケストラ （MSCクルーズ）                                                                                                 | 「イタリアンシップでまわる くつろぎの東地中海クルーズ」                             | ベニス → バーリ → カタコロ → イズミール → イスタンブール → ドゥブロヴニク → ベニス |
| 第6回  | コスタ・コンコルディア （コスタ・クルーズ）                                                                                     | 「美と健康と癒しの西地中海クルーズ」                                                | チビタベッキア → サボナ → バルセロナ → マヨルカ島 → チュニス → マルタ島 → パレルモ → チビタベッキア |
| 第7回  | ポラーリス | 「オーロラを追って北極圏へ ヨーロッパ最北端を巡る船旅」                             | ベルゲン → オーレスン → トロンハイム → ボードー → トロムソ → ホニングスヴォーグ → キルケネス |
| 第8回  | シルバー・ウィスパー | 「最高峰六つ星クルーズ 至高のセレブシップ」                                         | バルセロナ → マラガ → カディス → ビゴ → ポルト → リスボン |
| 第9回  | ゴールデン・プリンセス （プリンセス・クルーズ）                                                                                 | 「豪華客船ゴールデン・プリンセスで行く、メキシカンクルーズ」                        | ロサンジェルス → プエルト・バジャルタ → マサトラン → カボ・サン・ルーカス → ロサンジェルス |
| 第10回 | オーシャン・モナーク | 「古代文明発祥の地と白壁の街並みを巡る! 憧れのエーゲ海クルーズ」                    | ピレウス → ミコノス島 → クシャダス → パトモス → ロドス島 → イラクリオン → サントリーニ島 → ピレウス |
| 第11回 | ディスカバリー | 「雪と氷に包まれた極寒の聖地 南極クルーズ」                                         | ウシュアイア → ドレーク海峡 → デセプション島 → キングジョージ島 → 南極半島 → ルメール海峡 → ハーフムーン島 → ドレーク海峡 → ウシュアイア |
| 第12回 | バイキング・ダニューブ （バイキングリバークルーズ）                                                                             | 「ハンガリーからオランダまで5カ国を巡るヨーロッパ大陸横断リバークルーズ」           | ブダペスト → ブラチスラヴァ → ウィーン → メルク → パッサウ → レーゲンスブルク → ミュールンベルク → バンベルク → ヴュルツブルク → ローテンブルク・オプ・デア・タウバー → ヴェルトハイム → マインツ → リューデスハイム・アム・ライン → ケルン → アムステルダム                                                             |
| 第13回 | セレブリティ・インフィニティ （セレブリティ・クルーズ）                                                                         | 「パナマ運河と南米西海岸の旅 ～チリ・パナマ・ジャマイカ～」                         | バルパライソ → コキンボ州 → アリカ → カジャオ → マンタ → パナマ運河 → カルタヘナ → オーチョリオス → フォートローダーデール |
| 第14回 | MSC ムジカ （MSCクルーズ） | 「冬の西地中海クルーズ ～カナリア諸島～」                                           | ジェノヴァ → バルセロナ → ジブラルタル → フンシャル → テネリフェ → アレシフェ → マラガ → チビタベッキア → ジェノバ |
| 第15回 | トロルフィヨルド | 「白夜のノルウェー 大自然と伝統文化の旅 ～夏のフィヨルドクルーズ～」                | ベルゲン → オーレスン → ガイランゲルフィヨルド → オーレスン → トロンハイム → ボードー → トロムソ → ホニングスヴォーグ → キルケネス |
| 第16回 | ポール・ゴーギャン （リージェントセブンシーズクルーズ）                                                                         | 「ポール・ゴーギャンの愛した島々・フレンチポリネシア」                              | パペーテ → ラテアテア島 → モトゥ・マハナ → ボラボラ島 → モーレア島 → パペーテ |
| 第17回 | スターフライヤー | 「大航海時代の夢 帆船で巡る南海の楽園」                                             | パペーテ → フアヒネ島 → ライアテア島 → タハア島 → ボラボラ島 → モーレア島 → タヒチ島 → パペーテ |
| 第18回 | ティア・モアナ | 「最高級メガヨットで行く常夏の楽園クルーズ」                                        | ボラボラ島 → タハア島 → フアヒネ島 → ボラボラ島 |
| 第19回 | カーニバル・スプレンダー （カーニバルクルーズライン）                                                                           | 「情熱と感動のバルト海クルーズ 海上貿易で栄えたヨーロッパ水の都」                   | ドーバー → コペンハーゲン → ヴァーネミュンデ → ヘルシンキ → サンクトペテルブルク → タリン → アムステルダム → ドーバー |
| 第20回 | クイーン・ヴィクトリア クイーン・メリー2 （キュナード・ライン）                                                                 | 「大海原の女王たち 洋上の宮殿 ～クイーン・ヴィクトリア／クイーン・メリー2～」       | 【クイーン・ヴィクトリア】チビタベッキア → ナポリ → サントリーニ島 → イズミール → イスタンブール 【クイーン・メリー2】ニューヨーク → セント・キッツ島 → グレナダ島 → ボネール島 → フォートローダーデール |
| 第21回 | バイキング・センチュリーサン （バイキングリバークルーズ）                                                                       | 「悠久の大河 長江を行く」                                                           | 重慶 → 豊都 → 巫山 → 芽坪 → 閘門越え → 黄陵廟 → 荊州 → 岳阻 → 武漢 → 九江 → 池州 → 南京 |
| 第22回 | カーニバル・ミラクル （カーニバルクルーズライン）                                                                               | 「素顔のカリブ海に出会う旅 カジュアルシップ・カーニバル・ミラクル」                 | フォートローダーデール → コスタマヤ → コスメル → ベリーズ → ロアタン → フォートローダーデール |
| 第23回 | セレブリティ・ミレニアム （セレブリティ・クルーズ）                                                                             | 「プレミアムシップで行く大自然体感クルーズ ～ニュージーランド・オーストラリア～」   | オークランド → タウランガ → ネーピア → ウェリントン → クライストチャーチ → ダニーデン → ダスキー・サウンド → ダウトフル・サウンド → ミルフォード・サウンド → メルボルン → シドニー |
| 第24回 | MSC ムジカ （MSCクルーズ） | 「文明の十字路・東地中海クルーズ ～エジプト・チュニジア・ロドス～」                 | ジェノバ → アジャクシオ（コルシカ島） → ラ・バレッタ → ロドス島 → アレキサンドリア → トリポリ → タオルミーナ → メッシーナ → ナポリ → ジェノバ |
| 第25回 | プロフェッサー・マルタノブスキー                                                                                                | 「南氷洋冒険クルーズ 白銀のオデッセイ」                                             | ウシュアイア → フォークランド諸島・ウエストポイント島 → フォークランド諸島・スタンリー → サウスジョージア島・イスレス湾 → サウスジョージア島・グリトビケン → ドレイク海峡 → キュビベル島 → ネコ湾 → メルショール島 → ウシュアイア                                                                                        |
| 第26回 | リバークラウド サクセス号 | 「歴史を巡るリバークルーズ ドイツ・オランダ」                                       | 【サクセス号】エンクハウゼン → ホールン → フォレンダム → アムステルダム → ザーンダム → ザーンセスカンス → アルクマール → デンヘルダー → テクセル島 → デンオーバー → エンクハウゼン 【リバークラウド】フランクフルト → マインツ → リューデスハイム・アム・ライン → アルケン → ツェル → ベルンカステル → コッヘム → ケルン |
| 第27回 | サファイア・プリンセス （プリンセス・クルーズ）                                                                                 | 「神秘の氷河と大自然を体感 アラスカクルーズ」                                       | ウィッティア → カレッジフィヨルド → グレイシャー湾 → スカグウェイ → ジュノー → ケチカン → バンクーバー |
| 第28回 | スーパースター・ヴァーゴ （スタークルーズ） カーニバル・イマジネーション （カーニバルクルーズライン）                           | 「最新ショートクルーズ 驚きのアジア&情熱のカリブ フリースタイルVSファンシップ」     | 香港 → 三亞（海南島） → ホーチミンシティ → シンガポール → マイアミ → キーウエスト → コスメル → マイアミ → ナッソー → マイアミ |
| 第29回 | クリスタル・セレニティ （クリスタル・クルーズ）                                                                                 | 「歴史と美食の十字路 地中海の賛美クルーズ」                                         | ベニス → ラヴェンナ → コルフ島 → ロドス島 → ボドルム → ミコノス島 → イスタンブール → ピレウス |
| 第30回 | レジェンド・オブ・ザ・シーズ （ロイヤル・カリビアン・インターナショナル） カーニバル・ファンタジー （カーニバルクルーズライン） | 「最新ショートクルーズ第2弾 見る!知る!遊ぶ! アジア&カリブ」                         | 【カーニバル・ファンタジー】オーランド → ナッソー → オーランド 【レジェンド・オブ・ザ・シーズ】シンガポール → ペナン島 → クアラルンプール → シンガポール |
| 第31回 | クリスタル・シンフォニー （クリスタル・クルーズ）                                                                               | 「神秘の大自然と真夜中の太陽 白夜の北極圏クルーズ」                                 | コペンハーゲン → モルデ → オンダルスネス → ホニングスヴォーグ → スピッツベルゲン島 → オーレスン → ヘルシルト → ベルゲン → ストックホルム |
| 第32回 | エンチャントメント・オブ・ザ・シーズ マジェスティ・オブ・ザ・シーズ （ロイヤル・カリビアン・インターナショナル）                | 「気軽に楽しむカリブ海ショートクルーズ」                                            | 【エンチャントメント・オブ・ザ・シーズ】フォートローダーデール → キーウェスト → コスメル → フォートローダーデール 【マジェスティ・オブ・ザ・シーズ】マイアミ → ココケイ → ナッソー → マイアミ |
| 第33回 | ラ・マルグリット | 「世界遺産アンコール・ワットとメコン河クルーズ」                                    | シェムリアップ → トンレサップ湖 → カンポンチュナーン → カンポンチャン → プノンペン → タンチャウ → サデック → カイベー → サイゴン |
| 第34回 | カーニバル・ヴィクトリー （カーニバルクルーズライン）                                                                           | 「陽気なカリブを巡る 笑顔のファンシップ」                                           | サンフアン → セント・トーマス島 → ドミニカ国 → バルバドス → セントルシア → アンティグア島 → セントキッツ島 → サンフアン |
| 第35回 | 飛鳥II （郵船クルーズ） | 「日本最大客船で行く南西諸島クルーズ」                                              | 横浜 → 日南 → 奄美大島 → 石垣島 → 慶良間諸島 → 高知 → 横浜 |
| 第36回 | ル・レバン | 「アマゾン水系の密林を巡るフレンチクルーズ」                                        | フォート・デ・フランス → マン・オブ・ウォー・ベイ → カナ・クリアポ → エル・アロヨ → プエルト・オダズ → エル・トロ → ポート・オブ・スペイン → トバゴ・ケイズ → フォート・デ・フランス |
| 第37回 | コスタ・ルミノーザ（コスタ・クルーズ）                                                                                          | 「陽気なイタリア客船で行くカナリア諸島クルーズ」                                    | サボナ → バルセロナ → カサブランカ → アレシフェ → サンタクルーズ → フンシャル → マラガ → サボナ |
| 第38回 | ノルウェージャン・ジェム | 「フリースタイルで行く東地中海クルーズ」                                            | ベニス → スプリット → コルフ島 → サントリーニ島 → ミコノス島 → イラクリオン → ベニス |
| 第39回 | にっぽん丸 （商船三井客船） | 「にっぽん丸でゆく太平洋一周クルーズ（前編）」                                      | 横浜 → 神戸 → グアム → タラワ（キリバス） → カウアイ島 → ホノルル（オアフ島） → マンサニージョ（メキシコ） → サンディエゴ |
| 第40回 | にっぽん丸 （商船三井客船） | 「にっぽん丸でゆく太平洋一周クルーズ（後編）」                                      | ～ サンフランシスコ → アストリア → ビクトリア（カナダ） → ジュノー（アラスカ州） → 横浜 |
| 第41回 | シルバー・スピリット （シルバーシー・クルーズ）                                                                                 | 「ラグジュアリーな新造船「シルバー・スピリット」で行く中欧古代都市クルーズ」        | ピレウス（ギリシャ） → イテア（ギリシャ） → コルフ（ギリシャ） → コトル（クロアチア） → スプリット（クロアチア） → ベニス（イタリア） |
| 第42回 | スーダン号 ユージェニー号 | 「9世紀の蒸気客船で巡る神秘のエジプト ナイル川クルーズ」                            | 【スーダン号】ルクソール → エスナ → コム・オンボ → アスワン 【ユージェニー号】アスワン → ワーディ・エル・セブア → アマダ → カスル・イブリーム → ～アブシンベル |
| 第43回 | ノルウェージャン・エピック | 「進化型客船ノルウェージャン・エピックで行く常夏の楽園 カリブ海クルーズ」           | マイアミ → セント・マーチン島 → セント・トーマス島 → ナッソー → マイアミ |
| 第44回 | ルビー・プリンセス （プリンセス・クルーズ）                                                                                     | 「美食!!イタリア・ギリシャ 豪華!!エーゲ海リゾートクルーズ」                         | ベニス（イタリア） → ドゥブロヴニク（クロアチア） → コルフ島（ギリシャ） → カタコロン（ギリシャ） → ピレウス（ギリシャ） → ミコノス島（ギリシャ） ～クサダシ（トルコ）～ロドス島（ギリシャ）～ サントリーニ島（ギリシャ） → ナポリ（イタリア） → チビタベッキア（イタリア）                                              |
| 第45回 | ロイヤル・クリッパー | 「世界最大級の帆船で巡るグレナディーン諸島」                                        | バルバドス → グレナディーン諸島 → グレナダ → トバゴ・ケイ → セントビンセント島 → マルチニーク → セントルシア → バルバドス |
| 第46回 | ドーン・プリンセス （プリンセス・クルーズ）                                                                                     | 「南太平洋の伝統文化と大自然 天国にいちばん近い島ニューカレドニア・フィジー」       | シドニー（オーストラリア） → ヌーメア（ニューカレドニア） → スヴァ（フィジー） → ポート・デナラウ（フィジー） → ドラブニ島（フィジー） → ポート・ヴィラ（バヌアツ） → リフー島（ニューカレドニア） → シドニー（オーストラリア）                                                                                          |
| 第47回 | リバティ・オブ・ザ・シーズ （ロイヤル・カリビアン・インターナショナル）                                                         | 「アトラクション満載! 家族で行きたい神秘の大自然クルーズ」                          | マイアミ → ラバティ → モンテゴベイ → ジョージタウン → グランドケイマン → コスメル → マイアミ |
| 第48回 | スターフライヤー | 「マレーシア タイ・プーケット島 大航海時代を彷彿!! 帆船クルーズ」                   | プーケット（タイ） → スリン島（タイ） → シミラン島（タイ） → ランカウイ島（マレーシア） → ピーピー諸島（タイ） → プーケット（タイ） |
| 第49回 | アリュール・オブ・ザ・シーズ （ロイヤル・カリビアン・インターナショナル）                                                       | 「22万トン! 世界最大の客船で行く癒しと遊びのカリブ海エンターテインメン トクルーズ」 | フォートローダーデール → ラバティ → コスタ・マヤ → コスメル → フォートローダーデール |
| 第50回 | MSCスプレンディダ （MSCクルーズ）                                                                                               | 「黄金色に輝く城壁 世界遺産の遺跡を巡る旅 ギリシャ・イタリア クルーズ」             | ジェノバ → カタコロン → ピレウス → ロドス島 → アレキサンドリア → イラクリオン → ラ・バレッタ → メッシーナ → ナポリ |
| 第51回 | コスタ・アトランティカ （コスタ・クルーズ）                                                                                     | 「洋上の美術館 雄大なる大自然 東カリブ海クルーズ」                                  | マイアミ → グランターク → トルトラ → サンタカタリナ島 → ナッソー → マイアミ |
| 第52回 | アラヌイ3 | 「究極のバカンス 大人気! タヒチ&マルケサス諸島 南太平洋の楽園クルーズ」             | パペーテ → ツアモツ諸島・ランギロア島 → マルケサス諸島・ウアポウ島 → ファツヒバ島 → ヌクヒバ島 → ヒバオア島 → パペーテ |
| 第53回 | コスタ・マジカ （コスタ・クルーズ）                                                                                             | 「世界のグルメで大満足! 西地中海の美味しい船旅 イタリア・スペイン・フランス」       | サボナ → チビタベッキア → パレルモ → カリアリ → パルマ → バルセロナ → マルセイユ → サボナ |
| 第54回 | カーニバル・スプレンダー （カーニバルクルーズライン）                                                                           | 「食べ尽くし! 美食客船で行く 金色のメキシカンリゾートクルーズ」                     | ロサンゼルス → プエルト・バヤルタ → マサトラン → カボ・サン・ルーカス → ロサンゼルス |
| 第55回 | エクスプローラー・オブ・ザ・シーズ （ロイヤル・カリビアン・インターナショナル）                                                 | 「大海原に浮かぶ白亜の城 豪華客船で巡るカリブ海クルーズ」                           | マイアミ → ラバティ → サンフアン → セント・トーマス島 → ナッソー → マイアミ |
| 第56回 | シークラウドII （シークラウド・クルーズ）                                                                                       | 「洋上の王者!! 五つ星帆船で巡る 初登場! キューバ・リゾートクルーズ」                | ハバナ → マリア・ラ・ゴルダ → フベントゥド島 → シエンフエゴス → サンチアゴ・デ・キューバ → サント・ドミンゴ |
| 第57回 | バイキング・ダニューブ （バイキングリバークルーズ）                                                                             | 「世界遺産ロマンチック・ライン 中世の古城に魅せられる旅」                           | ブダペスト → ブラチスラヴァ → ウィーン → メルク → バッサウ → レーゲンスブルク → バンベルク → ローテンブルク・オプ・デア・タウバー → ヴェルトハイム → マインツ → リューデスハイム・アム・ライン → アムステルダム |
| 第58回 | オーシャン・プリンセス （プリンセス・クルーズ）                                                                                 | 「亜細亜的美食船旅 アジアグルメクルーズ」                                           | 上海 → 天津 → 仁川 → 基隆 → 香港 |
| 第59回 | クイーン・メリー2 （キュナード・ライン）                                                                                        | 「英国の伝統と格式の船旅 洋上の宮殿クイーン・メリー2」                              | ニューヨーク → セント・キッツ島 → グレナダ → ボネール島 → フォートローダーデール |
| 第60回 | MSオーステルダム （ホーランド・アメリカライン）                                                                                 | 「圧倒的な大自然! 神秘の氷河・世界遺産 大人気!! 魅惑のアラスカクルーズ」            | シアトル → グレイシャーベイ国立公園 → ジュノー → シトカ → ケチカン → ビクトリア → シアトル |
| 第61回 | エメラルド・プリンセス （プリンセス・クルーズ）                                                                                 | 「華麗なる北欧貴族の世界 荘厳な宮殿と歴史の街 バルト海クルーズ」                    | コペンハーゲン → ストックホルム → サンクトペテルブルク → タリン → ヴァーネミュンデ → オスロ |

- BS朝日開局10周年記念として、2010年11月29日（月）21：00 - 22：54に、『豪華2時間スペシャル「夢の世界一周クルーズリレー」』が放映された。

## スタッフなど
ナレーター
- 福士秀樹（2008年4月6日放送開始から）
- 平田広明（2013年4月29日放送分から）
- 町亞聖（2015年4月放送分から）
- 中村メイコ（2015年10月放送から）

オープニング画
- 垂井ひろし
- 製作 - BS朝日・JapanVision

## 姉妹番組
世界のクルーズ紀行
豪華客船の魅力を4艇まとめて紹介。
不定期放送
世界豪華客船の旅
豪華客船とそのスポットを音楽と映像のみで紹介。
毎日 4:00 - 4:55

## 映像作品
2010年からDVDボックス化され、2012年8月時点で10巻までが発売されている。